# Красимир Аврамов
Вижте пояснителната страница за други личности с името Аврамов.
Красимир Иванов Аврамов е български певец, който живее в САЩ. През 2009 г. представлява България в конкурса „Евровизия“ с песента Illusion (Илюзия).
Красимир Аврамов е утвърдено име на музикална сцена още от 90-те години на миналия век, когато специално място на нея му отрежда неговият изключително рядко срещан и необикновено висок мъжки глас, чийто диапазон се разпростира в 4 октави, или над 36 тона. Благодарение на него той мигновено се превръща в единствена по рода си сензация, която няма еквивалент, тъй като вокалните му способности не могат да бъдат сравнявани с тези на който и да било друг роден изпълнител. Сами по себе си, те са истинско явление, което дотогава никой у нас не е подозирал, че може дори да съществува.
Въпреки забележителната кариера, която изгражда в страната ни, той взема решението да я напусне, понеже мечтите му не могат да се поберат в нейните предели. Ето как Човека глас, както всички са започнали да го наричат след като надпява автомати "Калашников", изчезва без каквото и да било предупреждение от светлините на прожекторите. Захвърляйки всичките си постижения, той се впуска в преследване на най-смелите си копнежи, отвели го в Съединените американски щати, по чиито улици лицето му вече не е разпознаваемо, както в България.
Преди да прелети Океана, оставяйки всичко познато зад гърба си, той е собственик и продуцент на „Мис Макси Шоу” – развлекателно предаване, чиито сезони са излъчвани по БНТ с изключителен успех. След това, взел решението временно да остави настрана мълчаливото изкуство на пантомимата, на която се е посветил още от ранна детска възраст, когато несъзнателно си е служил с нея, за да комуникира със своя глух дядо, от мим, дипломирал се в класа на проф. Васил Инджев  във Висшия институт за театрално изкуство, Красимир става певец, изнасящ концерти из цялата страна. Уникалният му диапазон, който с лекота му позволява да се разхожда из цялата нотна стълбица, бързо му печели множество почитатели, които изпълват не само Зала 1 на Националния дворец на културата в гр. София, но също така и Амфитеатъра в гр. Пловдив, при това не веднъж, а цели три пъти. Появите му на музикалната сцена завладяват и родния телевизионен ефир, за да достигнат до онези негови фенове, които не са успели да присъстват на тях лично. Истински фурор предизвиква спектакъла му “НЕ на агресията”, преминал под патронажа на тогавашния президент на Република България – Жельо Желев, който под режисурата на Хачо Бояджиев се превръща в телевизионна продукция, показана по Канал 1.
След като се установява на чужда земя, където започва живота си от нулата, вместо да го обезкуражат, премеждията, през които преминава на нея, го мотивират да се бори още по-смело за онова, което иска. Така след по-малко от десетилетие, прекарано в Лос Анджелис, името му се озовава по всички таблоиди, отразяващи присъденото му от "LA Music Awards" високо отличие "Superstar of the year". Тамошните критици остават безмълвни пред феноменалния му глас. Затруднени в задачата да го категоризират, тъй като никога преди това не са чували друг като него, те решават да го определят като мъжко сопрано, както всъщност започват да го наричат по страниците си различните издания в посветените му статии.
Не след дълго Градът на ангелите осъмва с неговия образ, оповестяващ предстоящия му концерт в прочутия "Kodak Theatre", днес вече преименуван на "Dolby Theatre", в който всяка година се раздават престижните награди на американската Академия за филмово изкуство и наука. И до днес той остава единственият българин, който може да се похвали с подобно постижение.
Кратко след това, под патронажа на Елизабет Тейлър, по американската телевизия е излъчен документален филм, посветен на пътя на артиста от Европа до САЩ, представен през неговия поглед. Пребивавайки в Меката на киното, Аврамов съвсем естествено става част от продукции, предназначени за малкия и големия екран. Освен пред камера, той се изявява и зад нея, използвайки своя удивителен певчески талант. Така например, той изпълнява някои от саундтраковете към филма „Protecting the King”, както и към лентата „Lake Placid vs. Anaconda”.
Връщайки се за кратко в България, Красимир бива избран да представи страната ни на музикалния конкурс „Евровизия“, който през 2009 г., когато участва в него с песента „Illusion”, се провежда в руската столица Москва. Изпитанията, с които се сблъсква в надпреварата, го вдъхновяват да напише автобиографичния си роман „Между два свята: Любов, лъжи и една песен“, който е единствената книга, чийто акцент музикалния форум.
През последното десетилетие той прави успешни концерти по цялото земно кълбо – от Америка през Русия до Япония. През 2017 г. изнася поредица от спектакли в Русия, организирани от Дом на офицера в Екатеринбург и „Майлс Продакшън“. На следващата година е специален гост на популярен фестивал в Анталия, където поставя редица шоу програми, включително в операта на града. 
В момента изпълнителят на "Parole", който всъщност е основоположник на жанра попера, съчетаващ по един наистина възхитителен начин звученето на модерния поп с това на класическата опера ведно, ще осъществи най-мащабния концерт-спектакъл, правен у нас - "Български свят".

## Биография
Красимир Аврамов е роден в град Сливен. Завършва НАТФИЗ в класа на проф. Васил Инджев, но прави кариера като певец (контра-тенор).
Издава албума „Мълчаливи гласове“ (1997), който го нарежда в челните муз.класации. През 1998 г. заминава за САЩ и се установява в Лос Анджелис, където през 2005 г. печели наградата „Суперзвезда на годината“. Красимир е първият българин, изнесъл самостоятелен концерт в залата където ce връчват оскарите „Кодак Тиатър“.
Той работи два месеца върху записите на песента ILLUSION, която е микс от съвременно звучене, соло-вокали на певеца в характерния за гласа му стил „поп-опера“, народни инструменти и фолклорни вокали. В песента се чуват изпълнения на цигуларката Керън Бригс, Теодосий Спасов и певци от ансамбъл „Филип Кутев“.
През декември 2008 в Турция излиза The Best Pop-Opera 2009, Volume 2, който включва песни на изпълнители на поп-опера като Хосе Карерас, Марио Франгулис и др. Песента на Аврамов Memories открива компилацията.

## Дискография
Албуми
- Popera, 2005
- Silent Voices, 2007
- The Best of Krassimir, 2009
- Experience Popera/ Live from the ancient theater Plovdiv, 2024

Сингли
- Say Good Bye, 2006
- Illusion, 2008
- Ria, 2010
- Silent Night, 2010
- Loving You This Way, 2013
- Keep Control, 2017
- Teb Te Nyama, 2019
- Parole, 2022